# Sm4
Sm4 är en serie elmotorvagnar ägda av VR, det statliga järnvägsbolaget i Finland. De sammanlagt 30 motorvagnarna är tillverkade av Fiat Ferroviaria, CAF och Alstom under åren 1998–2005.
Sm4-tågen används i huvudstadsregionens närtrafik och i regionaltågstrafiken från Helsingfors till Tammerfors och Lahtis. Inom närtrafikzonen dominerar de tack vare sin höga hastighet på de långväga linjerna R och Z till Riihimäki och Lahtis.
Tågen har utrymmen för cyklar, barnvagnar och annat skrymmande gods. De är även försedda med handikappanpassade toaletter.

## Smeknamn
Pupu (Kanin).